# Sofus Johansen
Sofus Aksel Johansen (født 1. november 1900 i København død: 17. maj 1974) var en dansk fodboldspiller. 
Sofus Johansen spillede i Borup IF indtil han skiftede til Frem som 23 årig. I perioden 1923-1931 94 kampe for klubben og var med til at vinde klubbens andet danske mesterskab 1930/1931. Han spillede otte landskampe for Danmark i perioden 1925-1931.
Sofus Johansen havde en rolle som dansk landsholdsspiller i Per-Axel Branners svenske langfilm Hans livs match (1932)
Senere blev Sofus Johansen træner. Han var bl.a. træner for Frem indtil 1942 med Danmarksmesterskabet 1941 som trænerkarrierens absolute højdepunkt.
Han fortsatte trænergerningen for Køge Boldklub (1942-1945).
Sofus Johansen begyndte at bokse for at holde formen vedlige i vinterhalvåret, og blev senere så god, at han fik en del kampe og endte som elitebokser.

## Eksterne kilder og henvisninger
- Om Sofus Johansen Arkiveret 2. februar 2017 hos  Wayback Machine på bkfrem.dk
- Sofus Johansens spillerprofil i DBU's Landsholdsdatabase
- Sofus Johansens spillerprofil på Transfermarkt (engelsk)
- Sofus Johansens profil på WorldFootball.net (engelsk)
- Sofus Johansens profil hos FootballDatabase.eu (engelsk)

1. ↑  "Hans livs match på The Swedish Film Database". Arkiveret fra originalen 4. februar 2017. Hentet 27. januar 2017.